# Victory Base Complex
Der Victory Base Complex (kurz VBC) ist eine Militärbasis im Irak am Flughafen Bagdad.

## Infrastruktur
Folgende Einrichtungen der Koalition der Willigen bildeten den Victory Base Complex:
- Camp Cropper
- Camp Dublin
- Camp Liberty
- Sather Air Base
- Camp Slayer
- Camp Striker
- Camp Victory
- Logistics Base Seitz

## Geschichte
Sie beherbergte während der Besetzung des Irak 2003–2011 das Hauptquartier der Streitkräfte der Vereinigten Staaten. Teilweise lebten auf dem Gelände mehr als 100.000 Personen. Für diesen Zweck gab es in der Basis die komplette Infrastruktur einer Kleinstadt wie Wohnhäuser, Supermärkte und Fast-Food-Restaurants.
Auf dem Gelände befand sich auch die geheime Zelle des ehemaligen Diktators Saddam Hussein.
Der Komplex wurde am 2. Dezember 2011 an die irakische Regierung übergeben.